# 제68회 아카데미상
제68회 아카데미상은 1996년 3월 25일에 열린 시상식이다. LA 도로시 챈들러 파빌리온에서 개최되었으며 사회자는 우피 골드버그이다.

## 후보 및 수상

### 작품상
- 브레이브하트 - 멜 깁슨 수상
- 아폴로 13 - 브라이언 글레이저
- 꼬마 돼지 베이브 - 조지 밀러
- 일 포스티노 - 가에타노 다니엘레
- 센스 앤 센서빌리티 - 린지 도런

### 남우주연상
- 라스베가스를 떠나며 - 니콜라스 케이지 수상
- 데드 맨 워킹 - 숀 펜
- 홀랜드 오퍼스 - 리처드 드라이퍼스
- 닉슨 - 앤서니 홉킨스
- 일 포스티노 - 마시모 트로이시

### 여우주연상
- 데드 맨 워킹 - 수전 서랜던 수상
- 매디슨 카운티의 다리 - 메릴 스트립
- 카지노 - 샤론 스톤
- 라스베가스를 떠나며 - 엘리자베스 슈
- 센스 앤 센서빌리티 - 엠마 톰슨

### 남우조연상
- 유주얼 서스펙트 - 케빈 스페이시 수상
- 아폴로 13 - 에드 해리스
- 꼬마 돼지 베이브 - 제임스 크롬웰
- 롭 로이 - 팀 로스
- 12 몽키즈 - 브래드 피트

### 여우조연상
- 마이티 아프로디테 - 미라 소비노 수상
- 아폴로 13 - 캐슬린 퀸런
- 조지아 - 메어 윈닝햄
- 닉슨 - 조앤 앨런
- 센스 앤 센서빌리티 - 케이트 윈슬렛

### 감독상
- 브레이브하트 - 멜 깁슨 수상
- 꼬마 돼지 베이브 - 크리스 누넌
- 데드 맨 워킹 - 팀 로빈스
- 라스베가스를 떠나며 - 마이크 피기스
- 일 포스티노 - 마이클 래드퍼드

### 각본상
- 유주얼 서스펙트 - 크리스토퍼 맥쿼리 수상
- 브레이브하트 - 랜달 웰러스
- 마이티 아프로디테 - 우디 앨런
- 닉슨 - Stephen J. Rivele
- 토이 스토리 - 조엘 코헨

### 각색상
- 센스 앤 센서빌리티 - 엠마 톰슨 수상
- 아폴로 13 - 윌리엄 브로일리스 주니어
- 꼬마 돼지 베이브 - 조지 밀러
- 라스베가스를 떠나며 - 마이크 피기스
- 일 포스티노 - 안나 파비냐노

### 촬영상
- 브레이브하트 - 존 톨 수상
- 배트맨 3 - 포에버 - 스티븐 골드블랫
- 소공녀 - 엠마누엘 루베즈키
- 센스 앤 센서빌리티 - 마이클 쿠터
- 트라이어드 - 뤼러

### 편집상
- 아폴로 13 - 마이크 힐 수상
- 꼬마 돼지 베이브 - 마커스 다시
- 브레이브하트 - 스티븐 로젠블럼
- 크림슨 타이드 - 크리스 레번즈
- 세븐 - 리처드 프랜시스 브루스

### 미술상
- 레스터레이션 - 유지니오 자네티 수상
- 아폴로 13 - 마이클 코렌블리스
- 꼬마 돼지 베이브 - 로저 포드
- 소공녀 - 보 웰치
- 리차드 3세 - 토니 버로우

### 의상상
- 레스터레이션 - 제임스 아케슨 수상
- 브레이브하트 - 찰스 노드
- 리차드 3세 - 슈나 하우드
- 센스 앤 센서빌리티 - 제니 비번
- 12 몽키즈 - 줄리 웨이스

### 분장상
- 브레이브하트 - 피터 프램프턴 수상
- 룸메이트 - 그래그 캐놈
- 마이 패밀리 - 켄 디애즈

### 음악상
- 일 포스티노 - 루이스 엔리크 바칼로브 수상
- 포카혼타스 - 앨런 멩컨 수상
- 아폴로 13 - 제임스 호너
- 브레이브하트 - 제임스 호너
- 닉슨 - 존 윌리엄스
- 센스 앤 센서빌리티 - 패트릭 도일
- 대통령의 연인 - 마크 샤이먼
- 사브리나 - 존 윌리엄스
- 토이 스토리 - 랜디 뉴먼
- 마이 히어로 - 토머스 뉴먼

### 주제가상
- 포카혼타스 - 앨런 멩컨 수상
- 데드 맨 워킹 - 브루스 스프링스틴
- 돈 쥬앙 - 마이클 케이먼
- 사브리나 - 존 윌리엄스
- 토이 스토리 - 랜디 뉴먼

### 음향편집상
- 브레이브하트 - 론 벤더 수상
- 배트맨 3 - 포에버 - 존 러베스
- 크림슨 타이드 - 조지 와터스 2세

### 음향믹싱상
- 아폴로 13 - 릭 디오르 수상
- 배트맨 3 - 포에버 - 도널드 O. 미첼
- 브레이브하트 - 앤디 넬슨
- 크림슨 타이드 - 케빈 오코널
- 워터월드 - 스티브 매슬로

### 시각효과상
- 꼬마 돼지 베이브 - 스콧 E. 엔더슨 수상
- 아폴로 13 - 로버트 레가토

### 외국어영화상
- 안토니아스 라인 - 마를렌 고리스 수상
- 아름다운 청춘 - 보 비더버그Poussi?es de vieO Qu4trilho
- 스타 메이커 - 쥬세페 토르나토레

### 단편애니메이션상
- 월레스와 그로밋 - 양털 도둑 - 닉 파크 수상
- The Chicken from Outer Space - 존 딜워스
- The End - 크리스 랜드레스
- Gagarin - 알렉세이 하리티디
- Runaway Brain - 크리스 베일리

### 단편영화상
- Lieberman In Love - 크리스틴 라티 수상
- Brooms - 루크 크레스웰
- 듀크 오브 그루브 - 크리핀 던
- Little Surprises - 제프 골드브럼
- Tuesday Morning Ride - 다이앤 휴스턴

### 장편다큐멘터리상
- Anne Frank Remembered - 존 블레어 수상
- The Battle Over Citizen Kane - 토마스 레논
- Hank Aaron: Chasing the Dream - 마이클 톨린
- Small Wonders - 앨런 밀러
- Troublesome Creek: A Midwestern - 잔 조던

### 단편다큐멘터리상
- One Survivor Remembers - Kary Antholis 수상
- Jim Dine: A Self-Portrait on the Walls - 낸시 다인
- 살아있는 바다 - 그레그 맥길리브레이
- Never Give Up: The 20th Century Odyssey of Herbert Zipper - 테리 샌더스
- The Shadow of Hate - 찰스 구겐하임

### 특별공헌상
- 토이 스토리 - 존 래시터 수상

### 공로상
- 커크 더글러스 수상
- 척 존스 수상

### 고든 소이어 상
- 도널드 C. 로저스 수상

## 같이 보기
- 제2회 미국 배우 조합상
- 제16회 골든 래즈베리상
- 제49회 영국 아카데미 영화상
- 제53회 골든 글로브상